# لیگ دسته دوم فوتبال جمهوری آذربایجان
لیگ دسته دوم فوتبال جمهوری آذربایجان (ترکی آذربایجانی: II Liqa) سومین لیگ معتبر فوتبال در جمهوری آذربایجان است.